# جشنواره ستارموس

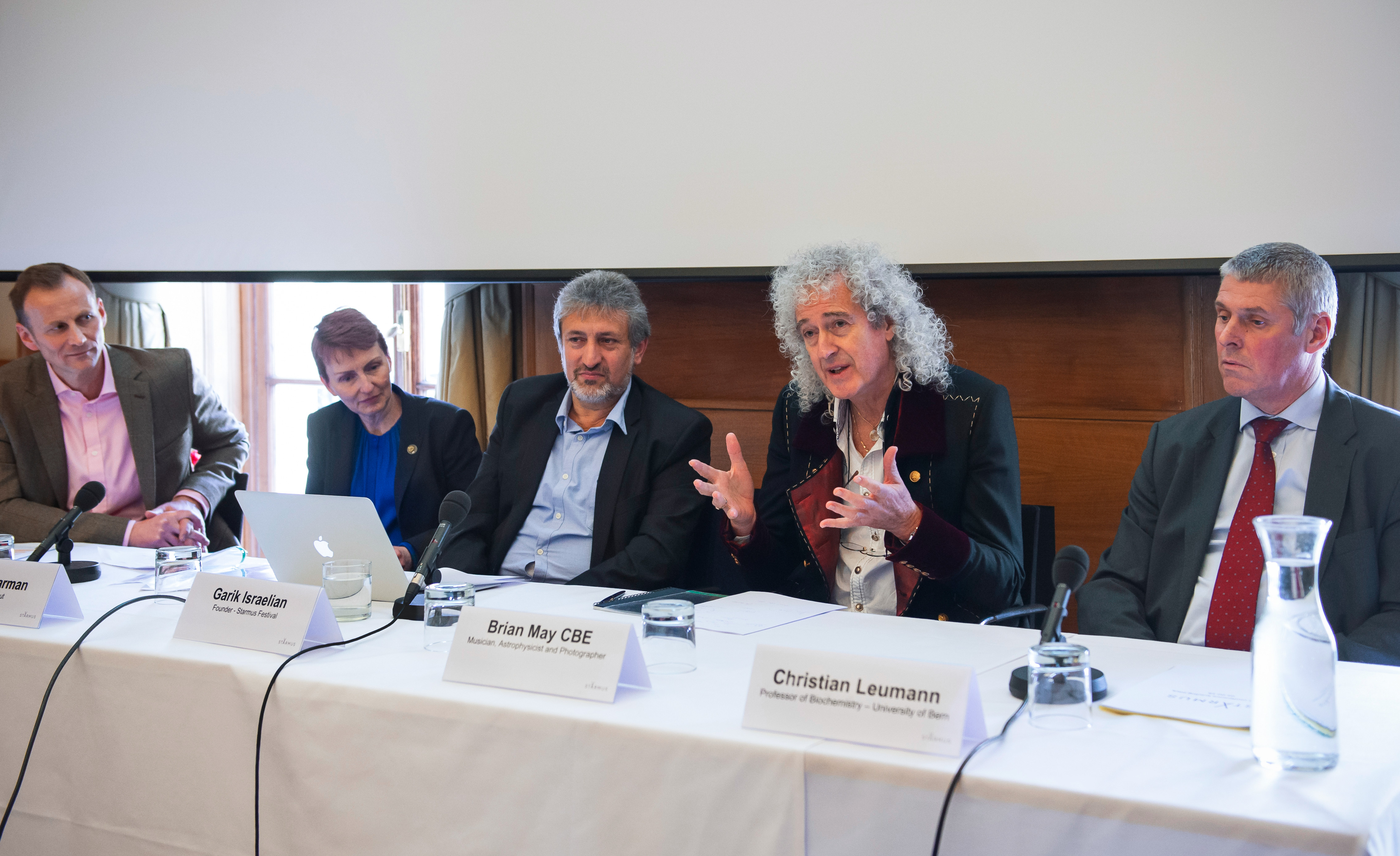
نگاره‌ای از بنیان‌گذاران جشنواره ستارموس، در مرکز؛ برایان مِی (راست) و گاریک ایسرائلیان (چپ) - عکس از جشنوارهٔ ۲۰۱۸

جشنواره ستارموس (انگلیسی: Starmus Festival) یک گردهمایی بین‌المللی می‌باشد که بر جشن گرفتن نجوم، اکتشافات فضا، موسیقی، هنر و علوم وابسته مانند زیست‌شناسی و شیمی متمرکز است و توسط گاریک ایسرائلیان اخترشناس بنیانگذاری شد.